# Alexandra Prinzessin Galitzyn
Alexandra Galitzine Armour (* 7. Mai 1905 in Marijno, Nowgorod; † 5. Dezember 2006 in Lake Forest, Illinois) war Prinzessin aus dem Fürstenhaus Galitzin, einem der bedeutendsten des russischen Zarenreiches, und durch Heirat Nichte des letzten russischen Zaren Nikolaus II.

## Leben
Alexandra heiratete am 1. September 1928 in Chicago Rostislav Romanow (* 24. November 1902; † 31. Juli 1978), den Sohn der Großfürstin Xenia von Russland (1875–1960). Diese war eine Schwester des Zaren Nikolaus II. Somit war Prinzessin Alexandra durch Heirat eine Nichte des letzten Zaren. Ihrer Ehe entstammte ein einziges Kind, Prinz Rostislav Romanow (* 3. Dezember 1938; † 7. Januar 1999). Die Ehe wurde am 9. November 1944 geschieden. 1949 heiratete sie in New York Lester Armour (* 21. März 1895; † 26. Dezember 1970). Aus dieser Ehe entstammten keine weiteren Kinder. 
Prinzessin Alexandra konnte sich, wie alle ihre Schwestern, einer besonderen Langlebigkeit erfreuen. So starb sie erst zehn Jahre nach dem Tod ihrer letzten Schwester am 5. Dezember 2006 im hohen Alter von 101 Jahren.

## Eltern
Alexandra war das letzte der sieben Kinder des Fürsten Pavel (* 18. Mai 1856; † 13. April 1916) und dessen Frau Alexandra Nikolaijewna Mestchersky (* 28. September 1864; † 7. Juli 1941).

## Geschwister
- Aglaida (* 17. August 1893; † 1984)
- Maria (* 17. Mai 1895; † 7. Juni 1976)
- Ekaterina (* 3. März 1896; † 8. September 1988)
- Sergei (* 22. Dezember 1898; † 20. Januar 1938), Schauspieler
- Sofia (* 21. Oktober 1901; † 1. September 1996)
- Nikolei (* 25. April 1903; † 19. Dezember 1981)